# 馴染しん
馴染 しん（なじみ しん、10月4日 - ）は、日本の漫画家、イラストレーター。男性。

## 作品リスト

### 単行本
1. 『となりのおんなのこ』 2007年12月25日（2007年12月10日発売[3]）、コアマガジン〈ホットミルクコミックス255〉、ISBN 978-4-86252-290-0

アンソロジー
1. 『コミックアリスコレクション Vol.2』 2001年11月30日発売[4]、コアマガジン〈コアコミックス〉、ISBN 4-87734-494-2
2. 『コミックアリスしすたぁ vol.2 萌える妹アンソロジー』 2002年9月30日発売[5]、コアマガジン〈コアコミックス007〉、ISBN 4-87734-577-9

### 主な同人作品
特に表記のないものは、同人サークル『roof-top』名義
- 1999年8月15日、cherryblossoms will blossom. (カードキャプターさくら)
- 1999年12月26日、pictorial  (カードキャプターさくら)
- 2000年8月1日、BITTER FRUIT (ロックマン)  ※UNIT SUCCESS/STRATOSPHERE発行
- 2000年8月3日、cherryblossoms rambled. (カードキャプターさくら)
- 2009年12月31日、twin cum-shaft (しゅごキャラ!)
- 2010年8月15日、SAKURA-viewing  (カードキャプターさくら)
- 2012年4月30日、Debut! (アイドルマスター)

## 主な掲載誌
- COMIC LO （茜新社）
- COMIC アリスコレクション
- COMIC ぷちみるく
- COMIC アリスしすたぁ
- COMIC ぷちみるく